# Strawczyn (gmina)
Pour les articles homonymes, voir Strawczyn (homonymie).
La gmina de Strawczyn est une commune rurale de la voïvodie de Sainte-Croix et du powiat de Kielce. Elle s'étend sur 86,26 km2 et comptait 9 789 habitants en 2006. Son siège est le village de Strawczyn qui se situe à environ 16 kilomètres au nord-ouest de Kielce. 
Strawczyn est aussi connu pour avoir été le village d'enfance de Stefan Żeromski.

## Villages
La gmina de Strawczyn comprend les villages et localités de Bugaj, Chełmce, Hucisko, Korczyn, Kuźniaki, Małogoskie, Niedźwiedź, Oblęgór, Oblęgorek, Promnik, Ruda Strawczyńska, Strawczyn et Strawczynek.

## Gminy voisines
La gmina de Strawczyn est voisine des gminy de Łopuszno, Miedziana Góra, Mniów et Piekoszów.